# Today I Am a Clown
«Today I Am a Clown» (рус. «Сегодня я — клоун») — шестая серия пятнадцатого сезона мультсериала «Симпсоны». Впервые была показана в эфире американской телекомпании Фокс 7 декабря 2003 года.
Дэн Кастелланета выиграл прайм-таймовую премию «Эмми» за свои роли в этом эпизоде.

## Сюжет
Однажды утром к Симпсонам приходит доктор Хибберт, который говорит, что Маленький помощник Санты «погулял» с его породистой пуделихой Розой Баркс, и их потомство теперь проблема семьи Симпсон. Барт и Лиза раздают щенков жителям Спрингфилда, в том числе клоуну Красти, который ведет своего нового щенка на прогулку в еврейский квартал Спрингфилда, где прошло его детство. Там он обнаруживает, что на еврейской аллее славы (пародия на Голливудскую «Аллею славы») у него нет звезды на тротуаре (там был и Эйнштейн), поэтому он идёт, чтобы зарегистрироваться. Однако, когда регистратор просит назвать дату своего обряда бар-мицва, Красти признаёт, что он никогда не проходил этот обряд. Регистратор говорит ему, что поскольку у него не было бар-мицвы, он не настоящий еврей. Красти сталкивается с Бартом и Лизой на улице и рассказывает им о своей проблеме. Барту и Лизе становится интересно, почему Красти не прошел обряд бар-мицвы, особенно учитывая, что его собственный отец — раввин. Они идут к раввину Хайману Крастофски, чтобы спросить, почему у Красти никогда не было бар-мицвы, и Хайман рассказывает, что это было потому, что он боялся, что Красти устроит посмешище из всей церемонии. Лиза отмечает, что Красти всё ещё может пройти этот обряд, поскольку в иудаизме нет ничего, что запрещало бы пройти этот обряд. Хайман соглашается помочь сыну достичь своей цели, обучая его всему, что нужно знать об иудаизме. С этого момента Красти не показывает своё шоу по субботам (Шаббат — суббота у евреев седьмой день недели, в который Тора (Пятикнижие) предписывает воздерживаться от работы). Поэтому он должен найти себе замену, которой оказывается Гомер. Гомер организовывает собственное ток-шоу и оно становится очень популярным. Тем временем Красти продолжает учиться еврейским традициям.
Канал 6 отменяет шоу Красти из-за необъяснимой популярности шоу Гомера. Лиза замечает, что наконец-то Гомер с пользой приложил свою энергию, но по иронии судьбы, из-за падения рейтингов (Гомер послушал совет Лизы и изменил тематику шоу из развлекательной на остро-социальную) шоу Гомера тоже отменяют. Между тем Красти предлагает транслировать свой обряд бар-мицвы телекомпании Фокс и получает согласие. На этом шоу (Шоу Клоуна Красти, Мокрая и Дикая Бар-мицва) в качестве гостя на сцене появляется Мистер Ти. Шоу имеет оглушительный успех, но разочаровывает отца Красти раввина Хаймана Крастофски. Красти чувствует свою вину, и после шоу проходит реальный обряд бар-мицвы традиционным способом в синагоге.

## Рецензии
В 2012 году журнал «New York Magazine» назвал эпизод «Сегодня я — клоун» в качестве одного из десяти эпизодов поздних «Симпсонов», который был так же хорош, как и в классическую эру этого шоу.